# Antônio Prado
Antônio Prado là một đô thị thuộc bang Rio Grande do Sul, Brasil. Đô thị này có diện tích 347,616 km², dân số năm 2007 là 13591 người, mật độ 41,36 người/km².